# Formosa do Oeste
Formosa do Oeste este un oraș în Paraná (PR), Brazilia.